# Schefflera veitchii
Schefflera veitchii är en araliaväxtart som först beskrevs av Élie Abel Carrière, och fick sitt nu gällande namn av David Gamman Frodin och Porter Prescott Lowry. Schefflera veitchii ingår i släktet Schefflera och familjen araliaväxter. IUCN kategoriserar arten globalt som starkt hotad. Inga underarter finns listade.